# Крик (телесериал)
«Крик» (англ. Scream) — американский телесериал-антология в жанре слэшера канала «MTV», разработанный Джилл Блотевогель, Дэном Дворкиным и Джеем Битти. Шоу снято по мотивам одноимённой серии фильмов ужасов. 29 июля 2015 года телеканал MTV продлил сериал «Крик» на 2-й сезон, который стартовал 30 мая 2016 года. 18 октября 2016 года вышло два специальных эпизода «Хэллоуин».

## Эпизоды
| Сезон | Серии | Серии | Даты показа  | Даты показа     | Даты показа | Зрителей в США (млн) |
| Сезон | Серии | Серии | Первая серия | Последняя серия | Канал       | Зрителей в США (млн) |
| ----- | ----- | ----- | ------------ | --------------- | ----------- | -------------------- |
| 1     | 10    | 10    | 30 июня 2015 | 1 сентября 2015 | MTV         | 0,754                |
| 2     | 14    | 14    | 30 мая 2016  | 18 октября 2016 | MTV         | 0,369                |
| 3     | 6     | 6     | 8 июля 2019  | 10 июля 2019    | VH1         | 0,473                |

## Сюжет

### Сезон 1
Действие сериала происходит в городе Лейквуд, в котором много лет назад произошла трагедия. Юноша Брендон Джеймс, страдающий синдромом Протея, совершил серию убийств. У Брендона было изуродованное от рождения лицо, но доброе сердце и много талантов — он смастерил из дерева деревянный кулон в форме сердечка для своей возлюбленной Дэйзи. Однажды, одетый в чёрный балахон и в специальную хирургическую маску, он попытался признаться Дэйзи в чувствах во время школьной вечеринки. Он показал своё лицо, и девушка испугалась — в результате пьяная компания школьников жестоко избила Брендона. Юноша обезумел и жестоко убил 5 учеников. Дэйзи чувствует себя виноватой за то, что произошло, и она договаривается о встрече с Брендоном на озере — там полиция убивает юношу, но его тело так и не было найдено. Так гласит городская легенда.
Уже в наши дни город вновь шокируют новости о жестоком убийстве — найдена мёртвой «школьная королева» Нина Паттерсен, а её парень исчез. Друзья Нины втянуты в поиск убийцы, когда неизвестный начинает звонить школьнице Эмме Дюваль, обещая, что её жизнь скоро перевернётся с ног на голову — ведь её друзья хранят много секретов. Брук Мэддокс скрывает роман со школьным учителем мистером Бренсоном. Уилл Белмонт и Джейк Фицджеральд шантажируют отца Брук — мэра города. Одри Дженсен, чьё личное видео выложила в Интернет незадолго до своей смерти Нина, скрывает роман с другой школьницей. И даже мать Эммы, Мэгги Дюваль, не может толком объяснить, что стало причиной её расставания с отцом девушки. Между тем, в город приезжает журналистка Пайпер Шоу, ведущая популярного криминального подкаста — она начинает пристально наблюдать за Эммой и её друзьями, подозревая, что девушка как-то связана с событиями прошлого и настоящего.

### Сезон 2
События второго сезона происходят спустя полгода. Хотя маньяк, терроризировавший Лейкувд, разоблачён и убит, главные герои, которых журналисты назвали «Лейквудской шестёркой», ещё не закончена. Эмма возвращается домой после трёхмесячного пребывания в лечебном учреждении — девушка страдает от посттравматического стрессового расстройства, тревожных снов и галлюцинаций. Одри преследует неизвестный, который знает о её связи с Пайпер. Джейк пытается убедить Брук, что они должны быть парой, и что девушка наконец должна противостоять своему властному отцу. Ноа испытывает несколько нездоровую одержимость предыдущими убийствами и предполагает, что у Пайпер был сообщник, и Одри боится, что его расследование, которое ведёт её друг, может привести к ней. Между тем, маньяк, надевший маску Брендону Джеймса начинает новый виток кровавых преступлений.

### Сезон 3: Воскрешение
В ночь на Хэллоуин в 2010 году 8-летний Дейон Эллиот становится свидетелем того, как на его брата-близнеца Маркуса нападает человек, известный по прозвищу Крюк. В страхе Дейон убегает прочь, бросив брата. Восемь лет спустя Дейон учится в старшей школе Атланты и занимается футболом, надеясь связать своё будущее со спортом. В результате одного инцидента, он и ещё несколько школьников остаются в школе после уроков в качестве наказания. Там на ребят нападает неизвестный в костюме убийцы «Призрачное лицо», а тем же вечером он убивает первую жертву. Дейон подозревает, что зловещие послания и начавшиеся нападения, как-то связаны с прошлым, которое угрожает разрушить его будущее.

## В ролях
= Главная роль в сезоне
     = Второстепенная роль в сезоне
     = Гостевая роль в сезоне
     = Не появляется

### Основной состав
| Уилла Фицджералд  | Эмма Дюваль            | 10 | 13 |   | 23 |
| Бекс Тейлор-Клаус | Одри Дженсен           | 10 | 13 |   | 23 |
| Джон Карна        | Ноа Фостер             | 10 | 13 |   | 23 |
| Амадеус Серафини  | Киран Уилкокс          | 9  | 12 |   | 21 |
| Коннор Уайл       | Уилл Белмонт           | 8  |    |   | 8  |
| Карлсон Янг       | Брук Мэддокс           | 10 | 12 |   | 22 |
| Джейсон Уайлз     | шериф Кларк Хадсон     | 10 |    |   | 10 |
| Трейси Миддендорф | Маргарет Дюваль        | 10 | 13 |   | 23 |
| Киана Браун       | Зои Вон                |    | 10 |   | 10 |
| Сантьяго Сегура   | Густаво Акоста         |    | 11 |   | 11 |
| АрДжей Сайлер     | Дейон Эллиот           |    |    | 6 | 6  |
| Джессика Сула     | Оливия «Лив» Рейнольдс |    |    | 6 | 6  |
| Джорджия Вигам    | Бет                    |    |    | 6 | 6  |
| С. Дж. Уоллес     | Амир Аюб               |    |    | 4 | 4  |
| Tyga              | Джамал «Джей» Эллиот   |    |    | 6 | 6  |
| Тайлер Пози       | Шейн                   |    |    | 2 | 2  |
| Кеке Палмер       | Ким                    |    |    | 6 | 6  |
| Всего эпизодов    | Всего эпизодов         | 10 | 13 | 6 | 29 |

### Второстепенный состав
| Майк Вон               | голос убийцы            | 10 | 12 |   | 22 |
| Том Маден              | Джейк Фицджеральд       | 10 | 5  |   | 15 |
| Бобби Кампо            | Сет Бренсон             | 8  | 3  |   | 11 |
| Брайан Брэтт           | мэр Куинн Мэддокс       | 6  | 7  |   | 13 |
| Амелия Роуз Блэр       | Пайпер Шоу              | 9  | 3  |   | 12 |
| Соси Бэйкон            | Рэйчел Мюррей           | 3  | 1  |   | 4  |
| Белла Торн             | Нина Паттерсон          | 3  |    |   | 3  |
| Бриэнн Тджу            | Райли Марра             | 3  |    |   | 3  |
| Том Эверетт Скотт      | Кевин Дювал             | 2  | 4  |   | 6  |
| Энтони Руйвивар        | шериф Мигель Акоста     |    | 12 |   | 12 |
| Шон Грандильо          | Элай Хадсон             |    | 9  |   | 9  |
| Остин Хайсмит          | Кристин Лэнг            |    | 8  |   | 8  |
| Мэри Кэтерин Духон     | Хейли Майерс            |    | 4  |   | 4  |
| Карина Лог             | Тина Хадсон             |    | 4  |   | 4  |
| Роджер Джексон         | голос убийцы            |    |    | 5 | 5  |
| Микки Вэл              | заместитель Лаверн Шелл |    |    | 6 | 6  |
| Гидеон Эмери           | офицер Эдвард Рейнольдс |    |    | 5 | 5  |
| Тони Тодд              | Лютер Томпсон           |    |    | 3 | 3  |
| Джуллиан Йао Джиоиелло | Мэнни                   |    |    | 3 | 3  |
| Мэри Джей Блайдж       | Шерри Эллиот            |    |    | 3 | 3  |
| Терренс Дженкинс       | тренер Дженкинс         |    |    | 4 | 4  |
| Дрю Старки             | Хоукинс                 |    |    | 4 | 4  |
| Всего эпизодов         | Всего эпизодов          | 10 | 13 | 6 | 29 |

## Производство

### Съёмочная группа
В июне 2012 года стало известно, что канал «MTV» планирует выпустить на основе франшизы «Крик» одноимённый телесериал. В апреле 2013 года издание «The Hollywood Reporter» подтвердило, что канал дал проекту зелёный свет и уже ведутся переговоры с Крэйвеном о съёмках пилотной серии. Пилот был заказан в мае того же года. В июле 2013 года во время пресс-тура «Television Critics Association» стало известно, что сценаристы сериала «Месть» Джей Дитти и Дэн Дворкин напишут сценарий пилота. В апреле 2014 года веб-ресурс «TVLine» сообщил, что креативным директором телесериала станет Джилл Блотевогель. В августе 2014 Джейми Трэвис был назначен режиссёром пилотного эпизода. Планировалось, что премьера телесериала состоится в середине 2014 года, но она была перенесена на 30 июня 2015 года. 28 октября 2014 года сериал получил заказ на полный сезон из 10-ти эпизодов — сериал стал результатом совместного производства телеканала «MTV» и студии «Dimension TV» (подразделения «Dimension Films», производившим фильмы серии), а Харви и Боб Вайнштейны, Уэс Крэйвен, Тони Дизанто, Лиз Гейтли, Марианн Маддалена и Кэти Конрад выступили продюсерами. Весной 2015 года в сети появились слухи, что сериал может получить название «Тихо!» (англ. Hush). Исполнительный продюсер Джейми Паглия рассказал, что на самой ранней стадии рассматривалась возможность создания «сверхъестественной» версии «Крика».
29 июля 2015 года во время «Television Critics Association» было объявлено, что сериал продлили на второй сезон; тогда же стало известно, что сериал не будет антологией — история персонажей первого сезона продолжится во втором. «Это был замечательный опыт работы с Бобом Вайнштейном и его командой, которые являются большими знатоками жанра. Мы в восторге от того, как наши зрители отреагировали на переосмысление „Крика“. Мы с нетерпением ждем еще одного сезона, наполненного напряжением, ужасом и множеством неожиданных сюжетных поворотов», — сказала представитель «MTV» Мина Лефевр. 9 ноября 2015 года стало известно, что Джилл Блотвогел и Джейми Паглия покинут пост шоу-раннеров, хотя Блотвогел останется консультантом проекта; во втором сезоне проект возглавили Майкл Гэнс и Ричард Реджистер. Запланированная дата премьеры новых эпизодов был перенесена на 30 мая 2016.

### Кастинг и персонажи
В апреле 2014 года стало известно о начале кастинга актёров для шоу. 5 августа 2014 года был объявлен основной актёрский состав проекта, а также имена и описание персонажей — Уилла Фицджералд, Эйми Форсайт, Джон Карна, Амадеус Серафини и Карлсон Янг сыграют главные роли. «„Крик“ — одна из самых крупных и ценных франшиз студии „Dimension“, и мы очень рады начать новую главу и объединить усилия с телеканалом, который мы так сильно любим», — говорилось в сообщение от Боба Вайнштейна. Позже Эйми Форсайт выбыла из проекта, и её заменила Бекс Тейлор-Клаус в роли Одри. Тогда же портал «Entertainment Weekly» сообщил, что к проекту присоединились Бобби Кампо, Коннор Уайл и Джоэль Гретч.
11 декабря 2014 года стало известно, что Белла Торн сыграет персонажа по имени Нина Паттерсон, а позже в интервью актриса рассказала: «Да, это правда. Я буду снимать в сцене на подобие убийства Дрю Бэрримор в первом фильме». Позже Торн подтвердила, что изначально ей предложили главную роль, но она отказалась от неё. «У меня была возможность сыграть главную роль, но я подумала, что должна выбрать другую — я понимала, что она более знаковая, и в ней скрывается куда больше, чем кажется на первый взгляд. Кроме того, меня никогда раньше не убивали на экране. Я всегда играла персонажей, которые выживают в конце. Так что это был мой первый раз, и это было круто. Не скажу, появится ли мой персонаж в других эпизодах — увидите сами!», — сообщила актриса. 10 июля 2015 года во время панельной дискуссии на «San Diego Comic-Con» актриса сообщила, что появится в сериале во флешбеках.
22 февраля 2015 года СМИ сообщили, что Джоэль Гретч, который должен был сыграть Кларка Хадсона, выбыл из проекта, так как продюсеры решили изменить сюжет персонажа — тогда на роль Кларка взяли Джейсона Уайлса. 22 апреля 2015 года Амелия Роуз Блэр из сериала «Настоящая кровь» получила роль журналистки Пайпер Шоу, которую описывали как Гейл Уэзерс из фильмов.
Описание персонажей из пресс-релиза первого сезона:
- Эмма Дюваль (англ. Emma Duval): Классическая красавица, за внешностью и популярностью которой скрывается природная застенчивость и интеллектуальная натура. Новая жизнь и дружба с популярным ребятами отдаляет её от лучшей подруги детства Одри.
- Одри Дженсен (англ. Audrey Jensen): Дочь лютеранского пастора, Одри — артистичная одиночка, которая мечтает стать режиссером.
- Ноа Фостер (англ. Noah Foster): Изобретательный компьютерный гений с обширными познаниями в поп-культуре и мире технологий, лучший друг Одри.
- Брук Мэддокс (англ. Brooke Maddox): Харизматичный лидер популярной команды, чья личность колеблется между игривой «сладостью» и свирепой сексуальной привлекательностью.
- Киран Уилкокс (англ. Kieran Wilcox): Таинственный новичок, имеет тёмную сторону и суровую внешность, которая намекает на то, что он более зрелый, чем его ровесники.
- Сет Бренсон (англ. Seth Branson): «горячий» преподаватель английской литературы в школе Лейквуда, крутой и невероятно обаятельный учитель.
- Уилл Бельмонт (англ. Will Belmont): типичный игрок школьной баскетбольной команды, влюблённый в свою девушку Эмму.
- Шериф Кларк Хадсон (англ. Sheriff Clark Hudson): хороший парень и шериф, отец Кирана.

В ранней версии сценария Эмму звали Харпер (англ. Harper).
Во втором сезоне шоу появились новые персонажи: Киана Браун сыграла школьницу Зоуи Вон, Энтони Руйвивар досталась роль нового шерифа Майкла Акосты, а Шон Грандильо исполнил роль его сына Густаво, Остин Хайсмит появилась в образе школьного психолога Карен Лэнг, а Карина Лог вернулась к роли напористой Тины Хадсон. Леле Понс снялась в открывающей сцене сезона; эпизод стал отсылкой к отрывающей сцене фильма «Крик 2», где Понс играет девушку по имени Ли в вымышленном фильме «Город убийств» (англ. Murderville) — её персонажа убивает Бекка в исполнении актрисы Челси Брюланд.

### Новая маска
В ноябре 2014 года стало известно, что в фильме не будет использована маска от костюма «Призрачное лицо», так как авторы шоу не смогли получить права на использование. Новая маска также была вдохновлена картиной Эдварда Мунка «Крик», но по словам Мины Лефевр, одного из руководителей «MTV», она должна выглядеть так, будто она органического происхождения: «Это более мрачная и реалистичная, усовершенствованная версия маски из фильмов». На тот момент Лефевр отрицала, что маску из фильмов не использовали из-за отсутствия авторских прав: «„Крик“ — культовое кино, которое мы хотели заново изобрести для телевидения, сохранив при этом все основные элементы, которые сделали его таким знаковым. Включая маску и „мыльные“ подростковые истории, поп-юмор, страхи и убийцу. Мы придерживаемся этого, но стараемся напугать. Обсуждение маски стало большой творческой дискуссией. Мы хотели сделать отсылки к оригиналу, но приблизить хоррор к современному жанру, который куда более мрачный. Тем не менее, не исключаю, что мы все же увидим оригинальную маску в сериале. Ещё слишком рано — мы ещё даже не подготовили комнату сценаристов».
Изначально, Крэйвен поддержал идею изменения дизайна и происхождения главного антагониста сериала, которые будут играть важную роль в сюжете. Однако позже режиссёр раскритиковал решение канала вовсе отказаться от использования маски Призрачного лица. Позже стало известно, что велись предварительные обсуждения относительно использования маски в первых двух сезонах. Как бы там ни было, первоначальные планы были изменены в пользу использования новой маски из-за сюжета сериала. Спустя какое-то время после объявления начала работы над сериалом «MTV» заключил договор с компанией «Fun World» на использование маски «Призрачного лица» в сериале.

### Съёмки
Съёмки первого сезона проходили в городе Батон-Руж в Луизиане с апреля по июль 2015 года. Последний эпизод первого сезона был посвящён памяти режиссёра и сценариста Уэса Крэйвена: «Спасибо за крики» (англ. Thanks For The Screams). Хотя он почти не принимал участие в работе над сериалом, по словам продюсера Джилл Блотевогель фильмы франшизы вдохновляли создателей: «Нас бы не существовало, если бы не он. Мы всё ещё потрясены внезапной новостью о смерти Уэса. Меня начало трясти, когда услышала эту новость. Он действительно один из величайших создателей драмы ужасов. Он мог сделать очень много. Он был потрясающим».
Второй сезон снимали в том же штате в городе Новый Орлеан — съёмки начались 16 февраля 2016 года. 

### Несостоявшиеся 3 и 4 сезоны
В большом интервью порталу Bloody Disgusting шоураннеры сериала Майкл Гэнс и Ричард Реджистер рассказали о том, как дальше развивался бы сюжет сериала, если бы его продлили на 3 и 4 сезоны. По словам авторов, третий сезон напоминал «Молчание ягнят», в котором Эмма возвращается в Лейквуд и навещает Кирана в тюрьме — между ними постоянно идёт диалог, пока происходит новая серия убийств, к которым безусловно причастен Киран. Как и героиня Джоди Фостер, Эмма пытается получить от бывшего возлюбленного ответы и выяснить, кто убийца на свободе.
Между тем, Ноа всё время видит призрак Зои, которая ведёт с ним постоянный диалог — обсуждая убийства и личность того, кто мог бы стоять за ними. Брук, кажется, также начинает терять голову, тяжело переживая события первых двух сезонов — у неё начинается роман с Одри, и Ставо приходит в бешенство из-за этого. По словам сценаристов, они хотели натолкнуть зрителей на мысль, что эти три персонажи и могут быть убийцами в новом, куда более мрачном сезоне шоу; однако главным подозреваемым оставалась Эмма, которая медленно сходила с ума. Брендон Джеймс оказался жив, он всё это время наблюдал за Эммой издалека — в новом сезоне между ними зарождалась странная связь, основанная на том, как их воспринимали окружающие люди. Авторы рассматривали его как персонажа, в виновность которого зрители могли бы поверить, но в глазах создателей он всегда был невиновен. Ближе к концу сезона начинают погибать центральные персонажи — Брук, Ставо, Мегги, шериф Акоста, а затем и Одри.
В финале Киран сбегает из тюрьмы, но его убивает Эмма во время финальной встречи персонажей, на которой был и Ноа — юноша погибает последним; затем камера отъезжает назад, и становится понятно, что зрители видели съёмку сериала — после этого действие переносится в метавселенную, события которой происходят на съёмочной площадке сериала «Крик». Исполнитель роли Кирана, Амадеус Серафини уходит в свою гримёрку, где его убивает неизвестный. Действие 4 сезона происходило в вымышленном реальном мире, где актёры сериала играли версии себя и встречались с актёрами и создателями киносерии — таким образом, авторы шоу планировали объединить телевизионную и киновселенную «Крика», сделав своеобразный кроссовер. Убийца должен был носить маску Призрачного лица. Как рассказали Гэнс и Реджистер, руководство студии «MTV» не было в восторге от этой идеи — они считали, что это станет «предательством» поклонников сериала и его персонажей. А вот братья Вайнштейн от задумки были в восторге. Также у авторов была альтернативная идея для кроссовера в четвертом сезоне — актёры сериала «Крик» обращались за помощью к Гейл Уэзерс для того, чтобы вычислить убийцу.

### Переход на VH1
14 октября 2016 года канал «MTV» продлил сериал на третий, укороченный сезон из шести эпизодов. Предполагалось, что новые эпизоды выйдут в эфире в 2019 или 2020 году. Позже представители телеканала «MTV» сообщили, что отказались от истории Эммы и её друзей и намереваются «перезапустить шоу». Вскоре стало известно, что новый сезон не будет показан на «MTV», и идёт поиск нового вещателя из-за сексуального скандала с Харви Вайнштейном и проблем, окружающих его производственную компанию.
В июле 2017 было объявлено об участии в проекте рэпера Tyga и актёра С. Дж. Уоллеса в главных ролях, а в сентябре к ним присоединились Эр Джей Сайлер, Джессика Сула, Кеке Палмер, Джуллиан Йао Джиоиелло и Джорджия Уигем. 25 сентября Тайлер Пози получил роль Шейна с основном составе. Ранее актёр появился в промо-ролике под названием «Killer Party» для «Крика». 16 августа 2018 года в СМИ сообщили, что Мэри Джей Блайдж получила роль матери главного героя. 12 октября того же года стало известно, что Тони Тодд появится в роли Лютера Томпсона по прозвищу «Человек-крюк». Певица и модель Пэрис Джексон сыграла роль жертвы в открывающей сцене премьерного эпизода под названием «The Deadfast Club».
Съёмки проходили осенью 2017 года в Атланте, штат Джорджия. Премьера состоялась 8 июля на телеканале «VH1». В период 8 по 10 июля ежедневно в эфир выходили 2 эпизода. Шоу получило смешанные отзывы критиков, и проект телесериала по мотивами фильмов «Крик» был окончательно закрыт.

## Саундтрек

### Альбомы с песнями
За время показа сериала было выпущено три официальных саундтрека. Альбом с песнями, звучавшими в первом сезоне, выпустил лейбла «Columbia Records» 14 августа 2015 года. 29 июля 2016 «Island Records» выпустил сборник с песнями из второго сезона.
| №                   | Название                 | Исполнитель         | Длительность |
| ------------------- | ------------------------ | ------------------- | ------------ |
| 1.                  | «Mine»                   | Phoebe Ryan         | 3:46         |
| 2.                  | «When I Rule The World»  | Liz                 | 3:07         |
| 3.                  | «You're The Best»        | Wet                 | 2:57         |
| 4.                  | «Monsters»               | Ruelle              | 3:12         |
| 5.                  | «All The Things Lost»    | MS MR               | 3:14         |
| 6.                  | «Set This Heart On Fire» | machineheart        | 3:28         |
| 7.                  | «Rescue My Heart»        | Liz Longley         | 3:18         |
| 8.                  | «Star Spangled»          | REMMI               | 3:01         |
| 9.                  | «Spectacular Rival»      | George Ezra         | 4:15         |
| 10.                 | «There's A Ghost»        | Fleurie             | 3:11         |
| Общая длительность: | Общая длительность:      | Общая длительность: | 33:29        |

| №                   | Название                                          | Исполнитель         | Длительность |
| ------------------- | ------------------------------------------------- | ------------------- | ------------ |
| 1.                  | «River»                                           | Bishop Briggs       | 3:34         |
| 2.                  | «I Took A Pill In Ibiza» (Seeb Remix)             | Mike Posner         | 3:15         |
| 3.                  | «Money»                                           | Poppy               | 3:10         |
| 4.                  | «One In A Million» (Kant Remix)                   | Midnight To Monaco  | 5:50         |
| 5.                  | «Hurts So Good»                                   | Astrid S            | 3:28         |
| 6.                  | «Breathe» (feat. Neev)                            | Seeb                | 3:58         |
| 7.                  | «Make Them Wheels Roll»                           | Safia               | 4:05         |
| 8.                  | «In The Trms Of A Stranger» (Brian Kierulf Remix) | Mike Posner         | 3:26         |
| 9.                  | «Figure You Out»                                  | Keke Palmer         | 3:25         |
| Общая длительность: | Общая длительность:                               | Общая длительность: | 34:11        |

### Музыка Цукермана
Музыку к обоим сезонам сериала написал Джереми Цукерман — альбом-саундтрек выпустила студия «Lakeshore Records» 28 октября 2016 года.
| №   | Название                              | Длительность |
| --- | ------------------------------------- | ------------ |
| 1.  | «The Rules»                           | 3:49         |
| 2.  | «The Star Of The Show»                | 3:06         |
| 3.  | «It Cuts Deep»                        | 2:35         |
| 4.  | «Brandon James»                       | 2:29         |
| 5.  | «It Has To Hurt»                      | 4:27         |
| 6.  | «You Have To Care»                    | 1:47         |
| 7.  | «Sex Tape»                            | 1:55         |
| 8.  | «The Cycle»                           | 3:00         |
| 9.  | «Emma Duval»                          | 1:14         |
| 10. | «Hey, Sis… Surprise!»                 | 4:27         |
| 11. | «Because Of Us»                       | 2:08         |
| 12. | «Noah & Zoe»                          | 2:18         |
| 13. | «Possible Hallucinations»             | 3:55         |
| 14. | «Brooke / The Truth»                  | 3:31         |
| 15. | «Folie À Deux»                        | 1:25         |
| 16. | «You Will Feel Safe Again»            | 4:48         |
| 17. | «I Hate Bowling»                      | 3:16         |
| 18. | «You Have To Care (Reprise) / Audrey» | 1:49         |
| 19. | «Dangling Threads»                    | 1:37         |
| 20. | «Who’s With Emma?»                    | 4:58         |
| 21. | «Final Girl»                          | 2:26         |
| 22. | «The Rules (End Title)»               | 0:39         |

## Релиз

### Продвижение
Премьера первого трейлера сериала состоялась 12 апреля 2015 года на церемонии вручения премий «MTV Movie Awards» — его презентовала Белла Торн, также сообщившая зрителям, что сериал выйдет в эфир 30 июня. В тот же день видео было опубликовано в Интернете. 11 мая канала опубликовал промо-ролик под названием «Killer Party», в котором персонажи сериала «Крик» приходят на вечеринку, но им никто не открывает дверь — внутри дома зрители видят окровавленные тела персонажей других шоу «MTV»: «Неуклюжая», «Фальсификация», «Волчонок», «В поисках Картер», «Ррржжжжака» и «Вызов». В начале июня были опубликованы новый трейлер и первое изображение новой маски. 25 июня «MTV» опубликовал первые 8 минут премьерного эпизода. В середине июля 2015 года актёры и создатели шоу приняли участие в панельной дискуссии на фестивале «San Diego Comic-Con».
Рекламный ролик второго сезона выпустили 2 мая 2016. Перед выходом второго сезона канал «MTV» опубликовал серию вебизодов из 6 частей под названием «Крик: Если я умру» (англ. Scream: If I Die), в котором главные герои — Эмма Дювал, Одри Дженсен, Ноа Фостер, Киран Уилкокс, Брук Мэддокс и Джейк Фицджералд — записывают прощальное видео на тот случай, если они не переживут нападения убийцы из Лейквуда.
Ведущим ток-шоу «Крик после полуночи» (англ. Scream After Dark) стал Джеффри Селф — во время выпусков были показаны эксклюзивные материалы со съёмок, а гости в студии, актёры и создатели, обсуждали сюжет и персонажей. Первый эпизод вышел сразу после премьеры второго сезона, а гостями стали Уилла Фицджералд, Бекс Тейлор-Клаус, Джон Карна, Амадеус Серафини, Карлсон Янг и Киана Браун — эпизод посмотрело около 185 тысяч зрителей. Премьера второго эпизода состоялась после выхода восьмой серии шоу — к актёром первого выпуска присоединились Сантьяго Сегура и Шон Грандильо — эпизод собрал более 201 тысячи зрителей. Третий и последний эпизод собрал 145 тысяч зрителей — Фицджералд, Тейлор-Клаус, Карна, Янг и Серафини обсудили финал второго сезона.

### Трансляция
Первый показ сериала в США состоялся на канале «MTV» 30 июня 2015 года, последний эпизод вышел в эфир 1 сентября того же года. Онлайн-кинотеатр «Netflix» получил эксклюзивные права на показ сериала во всём мире — после премьерной трансляции шоу стало доступно на платформе 1 октября 2015 года. А 13 мая 2016 года первый сезон стал доступен для американских зрителей на платформе «Netflix».
Премьера второго сезона в США также на канале «MTV» 30 мая 2016, а финал вышел в эфир 16 августа. 18 октября был показан двухчасовой специальный эпизод под названием «Halloween Special». Во всём мире «Netflix» выпускал по одному эпизоду в неделю, на следующий день после премьеры в США. Американская премьера на «Netflix» состоялась 30 сентября 2016. В июне 2022 года стало известно, что после семи лет показа первые два сезона шоу начиная с июля будут недоступны на «Netflix» для зрителей за пределами Америки — порядка 35 стран мира.
Третий сезон с подзаголовком «Воскрешение» показывал в США канал «VH1» с 8 по 10 июля 2019 года, в день выходило по 2 эпизода. 18 июля 2018 года журнал «The Hollywood Reporter» сообщил, что сделка между «The Weinstein Company» и «Netflix» была аннулирована, поэтому онлайн-кинотеатр не показывал на своей платформе третий сезон за рубежом. Сезон стал доступен на «Netflix» в США 1 сентября 2019.

### Критика
| Сезон | Сезон | Rotten Tomatoes   | Metacritic    |
| ----- | ----- | ----------------- | ------------- |
|       | 1     | 52 % (42 обзора)  | 57 (21 обзор) |
|       | 2     | 92 % (12 обзоров) |               |
|       | 3     | 40 % (5 обзоров)  |               |

Первый сезон получил неоднозначную реакцию зрителей — на сайте «Rotten Tomatoes» рейтинг одобрения 52 % на основе 42 обзоров со средней оценкой 5.45 из 10: «Не имея по-настоящему привлекательных персонажей или сценария, „Крик“ слишком сильно зациклен на ностальгии по своим широкоэкранным предшественникам во франшизе». На портале «Metacritic» средняя оценка — 57 из 100 баллов на основе 21 обзора.
В положительном обзоре Дэвид Хинкли из «New York Daily News» оценил первый эпизод на 4 звезды из 5: «К счастью, сериал сохраняет чувство юмора, подкрепленное мгновенными, самосознательными диалогами о поп-культуре».
Дэвид Виганд из «San Francisco Chronicle» напротив присвоил сериалу одну из четырех звезд, раскритиковав «мягкую, роботизированную и неинтересную», а также за «очевидное отсутствие расового разнообразия». В неоднозначном обзоре Марк Перигард из «Boston Herald» поставил сериалу оценку «C+»: «Здесь есть несколько пугающих моментов, но когда фильмы „Крик“ заставляли зрителей вскакивать со своих мест, сериал рискует усыпить зрителей».
Второй сезон получил больше положительных отзывов и рейтингом одобрения 92 % на «Rotten Tomatoes» на основе отзывов 12 критиков: «Несомненно захватывающий и ужасно острый, „Крик“ возвращается с убийственным вторым сезоном, которому удаётся ещё сильнее погрузиться в свой убийственный дух».
Третий сезон получил неоднозначные отзывы — рейтинг одобрения на «Rotten Tomatoes» составил 40 % на основе отзывов 5 критиков. «Актерский состав в этом году намного разнообразнее, 3-й сезон „Крика“ сияет своим изображением персонажей, но терпит неудачу в попытках навести страха» — написала Карен Роут из «Hypable»,. Пол Дэйлли из «TV Fanatic» написал: «Убийца в сериале такой же креативный, как и в фильмах».

### Рейтинги
| Сезон | Время                                          | Эпизоды | Премьера     | Финал           | ТВ-сезон  | Среднее кол-во зрителей |
| ----- | ---------------------------------------------- | ------- | ------------ | --------------- | --------- | ----------------------- |
| 1     | вторник, 22:00                                 | 10      | 30 июня 2015 | 1 сентября 2015 | 2014-2015 | 0.75                    |
| 2     | понедельник, 23:00 (1-4) вторник, 22:00 (5-14) | 14      | 30 мая 2016  | 18 октября 2016 | 2015-2016 | 0.38                    |
| 3     | понедельник-среда, 21:00                       | 6       | 8 июля 2019  | 10 июля 2019    | 2019-2020 | 0.47                    |

### Награды и номинации
| Год  | Премия             | Номинация                                            | Номинант         | Результат | Ссылки  |
| ---- | ------------------ | ---------------------------------------------------- | ---------------- | --------- | ------- |
| 2015 | Teen Choice Awards | Летнее телешоу                                       | Крик             | Номинация | [ 100 ] |
| 2015 | Teen Choice Awards | Актриса телешоу                                      | Уилла Фицджералд | Номинация | [ 100 ] |
| 2015 | Teen Choice Awards | Похититель внимания                                  | Белла Торн       | Номинация | [ 100 ] |
| 2015 | TV Guide Awards    | Любимый сериал ужасов                                | Крик             | Победа    | [ 101 ] |
| 2015 | TV Guide Awards    | Любимый злодей                                       | Амелия Роуз Блэр | Победа    | [ 101 ] |
| 2015 | TV Guide Awards    | Лучшая музыка в сериале                              | Крик             | Победа    | [ 101 ] |
| 2016 | Leo Awards         | Лучшая актриса второго плана в драматическом сериале | Карлсон Янг      | Номинация | [ 102 ] |
| 2016 | MTV Fandom Awards  | Лучший новый фандом года                             | Крик             | Номинация | [ 103 ] |

## Роман-продолжение
Роман «Лейквуд: История из вселенной Крик» (англ. Lakewood: A Scream Story), написанный Нэйтаном Бэнксом (англ. Nathan Banks), автором портала Beyond The Mask, был издан Amazon Digital Services в 2024 году. Действие происходит спустя 4 года после событий второго сезона; известно, что роман выпущен при поддержке Paramount и шоураннеров сериала. Изначально новые главы публиковались онлайн каждую неделю на Patron портала Beyond The Mask. Также на портале сообщается, что Бэнкс напишет приквел к первому фильму под названием «Изобретательные психопаты» (англ. Creative Psychos).

## Комментарии
1. ↑  Dimension Television была причастна к производству третьего сезона, но не была указана после серии обвинений в сексуальных домогательствах, которые были выдвинуты против соучредителя The Weinstein Company Харви Вайнштейна[1].